# Buongiorno professore
Buongiorno professore (Unser Lehrer Doktor Specht) è una serie televisiva tedesca in 70 episodi trasmessi per la prima volta nel corso di 5 stagioni dal 1992 al 1999, ai quali si aggiunge un film tv andato in onda nel dicembre 1995.
È una serie drammatica incentrata sulle vicende di Markus Specht, professore di tedesco e storia in un ginnasio della città di Celle, in Germania, che si trova coinvolto nella vita privata dei suoi studenti affrontando temi come il bullismo, situazioni familiari complicate, la droga.

## Personaggi e interpreti
- Dottor Markus Paul Specht (71 episodi, 1992-1999), interpretato da Robert Atzorn.
- Pia Kleinholz (52 episodi, 1992-1999), interpretata da Gisela Trowe.
- Fanny Moll (46 episodi, 1992-1999), interpretata da Claudia Wenzel.
- Anita Kufalt (29 episodi, 1993-1996), interpretata da Veronica Ferres.
- Julius Hartlaub (29 episodi, 1992-1995), interpretato da Charles Brauer.
- Mathilde Möhring (28 episodi, 1995-1999), interpretata da Petra Kleinert.
- Karoline Anselm (26 episodi, 1995-1999), interpretata da Maria Hartmann.
- Sunny Barfuß (25 episodi, 1996-1999), interpretato da Melanie Rühmann.
- Fabian Frosch (23 episodi, 1995-1996), interpretato da Gerrit Schmidt-Foß.
- Alfons Specht (22 episodi, 1993-1999), interpretato da Helmut Pick.
- Karl Heinz 'Charly' Schütze (21 episodi, 1992-1993), interpretato da Ygal Gleim.
- Marion Fröse (16 episodi, 1994-1995), interpretata da Dascha Lehmann.

## Produzione
La serie, ideata da Kurt Bartsch, fu prodotta da Novafilm Fernsehproduktion e Zweites Deutsches Fernsehen e girata a Celle nella Bassa Sassonia. Le musiche furono composte da Günther Fischer.

### Registi
Tra i registi sono accreditati:
- Werner Masten in 56 episodi (1992-1996)
- Karin Hercher in 7 episodi (1999)
- Vera Loebner in 6 episodi (1999)

### Sceneggiatori
Tra gli sceneggiatori sono accreditati:
- Kurt Bartsch in 6 episodi (1992)
- Irene Böhme

## Distribuzione
La serie fu trasmessa in Germania dal 5 gennaio 1992 al 30 marzo 1999 sulla rete televisiva ZDF. In Italia è stata trasmessa con il titolo Buongiorno professore.

## Episodi
| Stagione         | Episodi | Prima TV Germania | Prima TV Italia |
| ---------------- | ------- | ----------------- | --------------- |
| Prima stagione   | 15      | 1992              |                 |
| Seconda stagione | 13      | 1993              |                 |
| Terza stagione   | 16      | 1995              |                 |
| Quarta stagione  | 13      | 1996              |                 |
| Quinta stagione  | 13      | 1999              |                 |